# جيمي غريني (موسيقي)
جيمي غريني (بالإنجليزية: Jimmy Greene)‏ هو موسيقي وكاتب أغاني أمريكي، ولد في 24 فبراير 1975 في هارتفورد في الولايات المتحدة.

## وصلات خارجية
- جيمي غريني على موقع ميوزك برينز (الإنجليزية)
- جيمي غريني على موقع أول ميوزيك (الإنجليزية)
- جيمي غريني على موقع ديسكوغز (الإنجليزية)